# 谷岡太郎
谷岡 太郎（たにおか たろう、1924年8月17日 - 2007年5月1日）は、日本の学校経営者、学校法人谷岡学園総長、大阪商業大学学長、大阪女子短期大学学長、中京女子大学学長、中京女子短期大学学長などを務めた。

## 経歴
奈良県生まれ。父は、大阪商業大学創立者の谷岡登。
1950年に関西大学法学部を卒業し、大学院法学研究科に進み、1953年に中退。
1967年、大阪商業大学附属高等学校（後の大阪商業大学高等学校）第7代校長に就任し、1969年8月まで在任した。
1970年に学校法人清陵学園の理事長に就任し、1986年まで在任。
1974年12月、谷岡登の死去に伴い、学校法人谷岡学園理事長、大阪商業大学学長、大阪女子短期大学学長に就任。
1975年、私学教育功労表彰を受ける。
1976年、慶熙大学校（大韓民国）から名誉博士号を授与される。
1976年、中京女子大学（至学館大学の前身）などを運営する学校法人内木学園の理事長に就任、1979年には実質的に経営を引き受け、法人名を学校法人中京女子大学と改め、理事長、第3代学長に就任した。中京女子大学については、娘の谷岡郁子が後に、学長、理事長を継承した。
1987年、私立中学高等学校教育振興功労者表彰。
1989年、谷岡学園によって神戸芸術工科大学が設立され、以降、谷岡太郎は神戸芸術工科大学創設者とも称されるようになった。
1991年、グアダラハラ自治大学（メキシコ）から名誉博士号を授与される。
2000年、勲二等瑞宝章を受章。
2004年に、谷岡学園理事長などを勇退した。
2006年には、1997年から2005年にかけて3回に分けて支払われた学園理事長職の退職金、合計13億円の一部が、より税率の高い賞与に相当すると大阪国税局に認定され、学園を通しておよそ1億円を追加納付した。
2007年5月1日に死去した際には、学校法人谷岡学園、学校法人中京女子大学、学校法人清陵学園の合同葬が、大阪商業大学で行なわれた。

## 家族
大阪商業大学長の谷岡一郎は長男、至学館大学学長で元参議院議員の谷岡郁子は娘。

## おもな著書
- ナメられたら、あかん：親よ、教師よ、この情熱と信念の教育を見よ、光文社（カッパ・ホームス）、1982年
- コンピューデントの時代：やってくる教育革命の波、現代史出版会、1983年